# Xerostomia
A xerostomia (também conhecida como boca seca ou secura da boca) é um sintoma relacionado à falta de saliva. 
A xerostomia pode causar dificuldade em falar e comer. Também pode levar à halitose (mau hálito) e aumento dramático de cáries dentárias, já que o efeito de proteção da saliva não está presente, e também pode fazer com que a mucosa da boca se torne mais vulnerável a infecções.
A língua pode mostrar deficiência pela atrofia das papilas, inflamação, fissuração, rachaduras e até desnudação. O indivíduo portador de xerostomia apresenta sensibilidade, ardência, queimação e dor na mucosa da língua.
A xerostomia crônica predispõe à cárie dental aguda, complicações periodontais e perda subseqüente dos dentes. O paciente apresenta dificuldades para utilização de dentaduras e incômodos com aparelhos protéticos devido à secura da boca.
O volume de saliva secretada, em condições basais de repouso está em torno de 1 ml/min, o que totaliza diariamente um volume de 1000 a 1500 ml/dia (em média 1200 ml/dia). As variações deste volume como as de composição da saliva devem-se à ação de fatores controladores da secreção salivar, sendo o fundamental o sistema nervoso autônomo. Por meio do controle neuro-autônomo, tanto o simpático como o parassimpático influem sobre o formação da saliva; porém o segundo é o mais importante, como para as funções digestivas em geral. 
Dentre os diversos fatores que podem ocasionar a xerostomia, ela também pode estar associada a uma reação emocional como a do estresse tendo em vista que a  atividade das nossas glândulas salivares depende, dentre outros fatores, do equilíbrio do nosso Sistema Nervoso. O estresse provoca desequilíbrio desse sistema, diminuindo a produção de saliva, de forma que a secreção dessa é controlada pelo sistema nervoso autônomo - parassimpático e simpático. 
O sistema nervoso simpático induz a produção da adrenalina, hormônio vasoconstritor produzido pela adrenal e ainda estimula a contratilidade de certas células (mioepiteliais) que envolvem as regiões responsáveis pela produção de saliva. O resultado dessa estimulação é a expulsão da saliva pré-formada, aumentando transitoriamente o fluxo salivar. Após alguns instantes , o fluxo salivar começa a diminuir devido à redução da irrigação sanguínea determinada pela vasoconstrição simpática (redução do calibre do vaso e conseqüente diminuição da irrigação sanguínea). Sendo assim, quando há uma hiperatividade simpática a boca fica seca, podendo até ocorrer dor e dificuldade na deglutição.
A nível molecular, as células serosas das glândulas salivares possuem organelas para síntese, armazenamento e secreção de proteínas, portanto, elas possuem abundante retículo endoplasmático granular, complexo de Golgi bem desenvolvido além de ribossomos livres e mitocôndrias em torno das cisternas do retículo endoplasmático granular e do complexo de Golgi. A partir de uma situação de estresse muito recorrente ou duradoura, ocorrerá uma deficiência da produção de anticorpos, enzimas e na neutralização da acidez da boca. Esses fatores vão desencadear os sintomas já descritos da xerostomia.

## Causas
Existem várias causas possíveis para a xerostomia, tais como ingestão inadequada de líquidos, respiração bucal crônica, fumo excessivo, Síndrome de Sjögren, Síndrome de Heerfordt, doenças sistêmicas e metabólicas, uso de antidepressivos (entre outros tipos medicamentos), lesão dos nervos que inervam as glândulas salivares e, finalmente, pobre higiene bucal. O sintoma também pode ser observado em alguns pacientes que são submetidos à radioterapia em região acima do tórax.

## Diagnóstico*
Xerostomia pode resultar de ambas causas salivares e não-salivares (Tabela 1). Como pode ser visto na Tabela 1, nem todas as queixas de boca seca são indicativas de disfunção na glândula salivar. É importante distinguir de boca seca que é relacionada à verdadeira hipofunção secretora, tendo em vista que esses indivíduos correm risco de distúrbios orais de tecidos moles e duros. Eles devem ser identificados e colocados em regimes preventivos e corretivos apropriados. Muitas causas não-salivares da xerostomia podem ser discernidas prontamente pela história. Se uma causa não é aparente, uma completa avaliação é necessária. Certas dessas causas (tais como disfunção sensorial oral) precisam de procedimentos especializados de diagnóstico, enquanto outros são diagnósticos de exclusão (tal como a xerostomia psicogênica). Criticamente, é necessário reconhecer que a queixa da xerostomia não é suficiente para o diagnóstico da disfunção salivar. Reciprocamente, a ausência de queixa de boca seca não é uma garantia do adequado funcionamento salivar. Foi estimado que a secreção salivar tem que decrescer em aproximadamente 50% antes que a secura seja aparente (Dawes, 1987). É então possível que aconteça um substancial declínio de secreção sem que haja uma conscientização sintomática. Isso argumenta para objetivas medições da função salivas como um meio de diagnóstico de hipofunção secretora. Essa é uma importante ferramenta; no entanto, o valor do diagnóstico de uma única medição de secreção salivar é limitada pelo alto limiar de variação da função normal (Ship et al, 1991). É de grande utilidade medições seriais da função salivar e uma aproximação compreensiva da avaliação.
| Causas de queixas de xerostomia |                                 |
| Salivares                       | Não salivares                   |
| Desidratação                    | Diminuição da secreção salivar  |
| Alteração Cognitiva             | Alteração da composição salivar |
| Disfunção Sensorial Oral        |                                 |
| Psicológica                     |                                 |

- <http://adr.sagepub.com/content/10/1/13.full.pdf+html> Differentiation of Dry Mouth Etiology

## Tratamento
O controle da doença dependa da natureza da mesma. Para a maioria dos pacientes só pode ser oferecido alívio sintomático. Procura-se encontrar a causa da baixa do fluxo salivar, deve ter-se uma higiene bucal rígida e um controle na dieta.
Para que seja tentada uma reativação da secreção das glândulas salivares, o uso de tabletes de fosfato de cálcio e gomas de mascar é recomendado e em condições extremas é indicado o tratamento químico com aconselhamento e acompanhamento do cirurgião dentista, com medicamentos que provocam a secreção de saliva (sialogogo); esse medicamento detecta se há possibilidade de a glândula reabilitar-se por si só, caso não seja possível, a única saída é a reabilitação por saliva artificial.